# ناحیه زیاره
ناحیه زیاره (به عربی: ناحیة الزیارة) یک ناحیه در سوریه است که در منطقه سقیلبیه واقع شده‌است. ناحیه زیاره ۳۸٬۸۷۲ نفر جمعیت دارد.